# São Patrício (título cardinalício)
São Patrício (em latim, S. Patricii ad locum vulgo “Villa Ludovisi”) é um título cardinalício instituído em 5 de fevereiro de 1965 pelo Papa Paulo VI, pela constituição apostólica Mirifica Ecclesiae. Sua igreja titular é San Patrizio.

## Titulares protetores
- William John Conway (1965-1977)
- Tomás Ó Fiaich (1979-1990)
- Cahal Brendan Daly (1991-2010)
- Thomas Christopher Collins (2012- )